# Complements au Prodrome de la Flore Corse
Complements au Prodrome de la Flore Corse (abreviado Compl. Prod. Fl. Corse) es una revista con descripciones botánicas que es editada por el Conservatorio y Jardín Botánico de Ginebra desde el año 1987.